# Тимонин (Дергачёвский район)
Тимонин — посёлок в Дергачёвском районе Саратовской области в составе сельского поселения Демьясское муниципальное образование.

## География
Находится на расстоянии примерно 30 километров по прямой на запад-юго-запад от районного центра поселка Дергачи.

## История
Официальная дата основания 1870 год.

## Население
Постоянное население составляло 297 человек в 2002 году (русские 26%, курды 57%) , 226 в 2010.